# 寵物保險
寵物保險主要是償付寵物主人因寵物生病、發生意外、侵害他人時需要支付的費用。功能上類似人類的醫療保障，性質上因寵物非自然人，屬於法律上的財產，而為產物保險。

## 起源
很多材料都認為，首張寵物保單是由瑞典的Claes Virgin發出。但據資料顯示，Claes Virgin發出的是家畜保險，主要為當時瑞典的畜牧業減低疾病風險。至於真正意義上的寵物保險，應在1924年在瑞典寫出，首隻受保寵物是一頭狗。
隨著越來越多家庭飼養寵物，寵物保險於1947年登陸英國，1982年登陸美國。現時，瑞典的寵物保單滲透率已達49%；英國其次，有23%；美國則只有1%左右。
隨著香港越來越多家庭飼養寵物，寵物保險亦於2005年登陸，由藍十字（亞太）保險有限公司承保。其後，皇家太陽聯合保險有限公司也於2006年在香港推出寵物保險。